# ゼダーン系
ゼダーン系（ゼダーンけい、Zeddaan Line）は、馬（主にサラブレッド）の父系（父方の系図）の1つ。父系祖父ナスルーラの全妹であるRivazの牝系から出たカラムーン（アーガー・ハーン4世の生産所有馬で自身は9歳で早世）の系統からケンマール、ハイエストオナーのフランスリーディングサイアー、1994年日本リーディングサイアーのトニービンが誕生している。

## サイアーライン
- Darley Arabian 1700
  - Bartlet's Childers 1716
    - Squirt 1732
      - Marske 1750
        - Eclipse 1764　　　---←エクリプス系へ戻る
          - Potoooooooo 1773
            - Waxy 1790
              - Whalebone 1807
                - Sir Hercules 1826
                  - Birdcatcher 1833
                    - The Baron 1842
                      - Stockwell 1849
                        - Doncaster 1870
                          - Bend Or 1877
                            - Bona Vista 1889
                              - Cyllene 1895
                                - Polymelus 1902
                                  - Phalaris 1913　　　---←ファラリス系へ戻る
                                    - Pharos 1920
                                      - Nearco 1935　　　---←ネアルコ系へ戻る
                                        - Nasrullah 1940　　　---←ナスルーラ系へ戻る
                                          - Grey Sovereign 1948　　---←グレイソヴリン系へ戻る
                                            - Zeddaan  1965　　　---↓ゼダーン系（改行）

---↓ゼダーン系---
- ゼダーン Zeddaan 1965　　　
  - Kalamoun 1970　---↓カラムーン系
    - Dom Racine 1975
      - Deep Roots 1980

    - Kenmare 1975
      - Highest Honor 1983 → *アドマイス Admise 1992
        - Verglas 1994
          - Silver Frost  2006
            - Silverwave 2012

        - Dubai Excellence 1999

      - Kendor 1986
        - Keltos 1998
        - Kendargent 2003
          - Jimmy Two Times 2013

        - Literato 2004

      - Vert Amande 1988

    - *カンパラ Kampala 1976
      - *トニービン Tony Bin 1983 → ベガ 1990、ノースフライト 1990、エアグルーヴ 1993、レディパステル 1998
        - ウイニングチケット 1990
        - ケントニーオー 1990
        - サクラチトセオー 1990
          - ラガーレグルス 1997

        - エアダブリン 1991
        - オフサイドトラップ 1991
        - ミスズシャルダン 1995→ サンレイジャスパー 2002
        - ミラクルアドマイヤ 1995
          - カンパニー 2001
            - ウインテンダネス 2013

        - アイランドオオジャ 1996
        - ゴーナウ 1997
        - ダイタクアスリート 1997
        - マックロウ 1997
        - サイドワインダー 1998
        - ジャングルポケット 1998 →  クィーンスプマンテ 2004、 トールポピー 2005、Jungle Rocket 2005、 アヴェンチュラ 2008、アウォーディー 2010
          - フサイチホウオー 2004
          - オウケンブルースリ 2005
          - トーセンジョーダン 2006
          - サンレイポケット 2015

        - テレグノシス 1999
        - トーセンテンショウ 1999
        - ナリタセンチュリー 1999

    - Castle Keep 1977
    - *シャカプール Shakapour 1977
    - Bikala 1978
      - Apple Tree 1989

    - Kalaglow 1978
      - Sternkonig 1990
        - Kallisto 1997

    - *ペルセポリス II Persepolis 1979

  - *カラード Karad 1972
  - Nishapour 1975
    - *ムクター Mouktar 1982

  - Zivato 1975
  - Standaan 1976
  - シービークラウド 1983
  - タニノスイセイ 1983
  - パッシングパワー 1983

- サイアーライン上は種牡馬入りした馬、→印の後は牝馬などの非種牡馬の代表産駒の一部を示す。また、日本調教馬における太字はG1級競走の勝ち馬を示す。